# Фулендорф (Западна Померанија)
Фулендорф (њем. Fuhlendorf) општина је у њемачкој савезној држави Мекленбург-Западна Померанија. Једно је од 64 општинска средишта округа Нордфорпомерн. Према процјени из 2010. у општини је живјело 940 становника. Посједује регионалну шифру (AGS) 13057029.

## Географски и демографски подаци
Фулендорф се налази у савезној држави Мекленбург-Западна Померанија у округу Нордфорпомерн. Општина се налази на надморској висини од 4 метра. Површина општине износи 17,0 km². У самом мјесту је, према процјени из 2010. године, живјело 940 становника. Просјечна густина становништва износи 55 становника/km².